# Alfred Günzel
Alfred Günzel (* 19. August 1901 in Berlin; † 24. September 1973 in Bad Brückenau, Unterfranken) war ein deutscher Politiker (FDP).
Alfred Günzel besuchte eine Volksschule und eine Privatschule, die er mit der mittleren Reife abschloss. Er machte eine Banklehre und arbeitete anschließend in den Geschäftsleitungen verschiedener Industrieunternehmen. Er war Vorsitzender der Geschäftsleitung der Schokoladenfabrik Mauxion in Berlin und Fabrikdirektor der Cigarettenfabrik Muratti AG in Berlin.
Nach dem Zweiten Weltkrieg wurde Günzel geschäftsführendes Vorstandsmitglied der Schutzvereinigung der Wertpapiereigentümer e.V. Berlin und trat im Bezirk Schöneberg der FDP bei. Bei der Berliner Wahl 1950 wurde er in das Abgeordnetenhaus von Berlin gewählt. 1953 wurde Günzel als Vertreter des Abgeordnetenhauses zum Vorsitzender des Verwaltungsrats des Senders Freies Berlin (SFB) gewählt. Auf dem gleichen Wege wurde er auch Mitglied des Aufsichtsrats der Deutschen Klassenlotterie Berlin (DKLB). Bei der folgenden Wahl 1954 wurde er wiedergewählt. Im Herbst 1955 beanstandete der Rechnungshof von Berlin die Abrechnungsmodalitäten der Mitglieder des Aufsichtsrats der Klassenlotterie. Nach längeren Debatten mussten die drei Abgeordneten im Aufsichtsrat aus dem Parlament ausscheiden, zunächst Günzel für die FDP im Dezember 1955, später auch Curt Swolinzky (SPD) und Lothar Wille (CDU). Günzels Nachrückerin im Abgeordnetenhaus wurde Olga Mannstaedt (1908–1992). Günzel gehörte von 1952 bis 1955 als Vertreter Berlins dem FDP-Bundesvorstand an.